# Ushanka

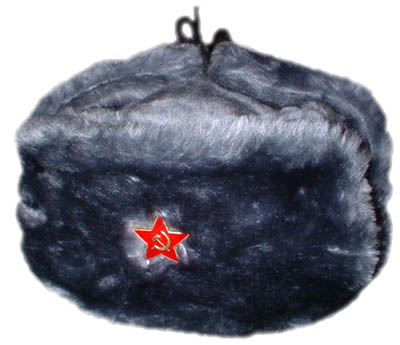
Uma ushanka com orelheiras da União Soviética.

Ushanka (em russo: уша́нка, [uˈʂan.kə]) é uma espécie de gorro, típico da Rússia, especialmente para proteção da cabeça durante o rígido inverno daquele país, e confeccionado com a pele de animais como a zibelina ou outros mais comuns. A ushanka é amarrada ao queixo, e em língua inglesa muitas vezes é traduzido como shapka (шáпкa) — que é a palavra russa para chapéu. Numa tradução literal, porém, ushanka seria algo como "chapéu com orelheiras".

## Origem e difusão
Embora as ushankas sejam um chapéu tipicamente russo (e, de fato, o estereótipo do russo sempre usa um deles), o uso de chapéus com desenho semelhante encontra-se na China, Coreia do Norte, Europa Oriental e a extinta União Soviética, com suas repúblicas daí oriundas. As ushankas são comuns em algumas cidades norte-americanas como Chicago ou Illinois, nos meses frios do inverno, especialmente em bairros de forte imigração do leste europeu.

## Uso
A ushanka foi utilizada como parte dos uniformes de inverno da União Soviética e da China. De fato, foi apenas em 2013 que a ushanka deixou de fazer parte do uniforme oficial do exército russo.
Entre os russos não é considerado masculino o uso das orelheiras abaixadas, entretanto é comum os lixeiros ali serem retratados, estereotipadamente, usando suas ushankas com as pontas desamarradas, uma apontando para cima e outra para baixo.

## Confecção
São feitas frequentemente com pele de coelho ou rato-almiscarado, como também de outros animais como lobos ou mesmo cães e, em confecção mais aprimorada, com pelo de marta, raposas, ou lã de alta qualidade.
Também peles artificiais são utilizadas, sendo bastante comuns para a venda a turistas.

## Galeria

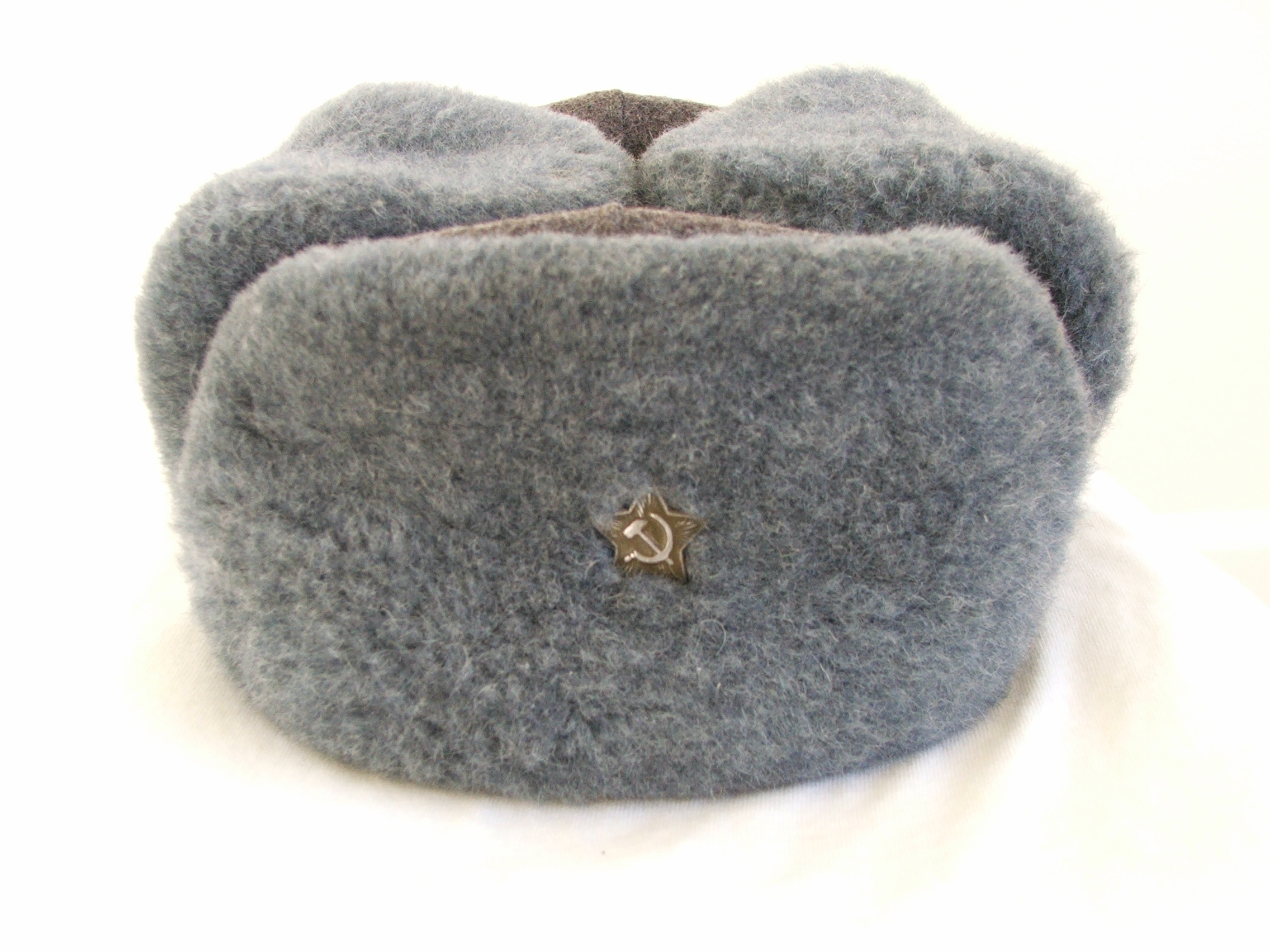
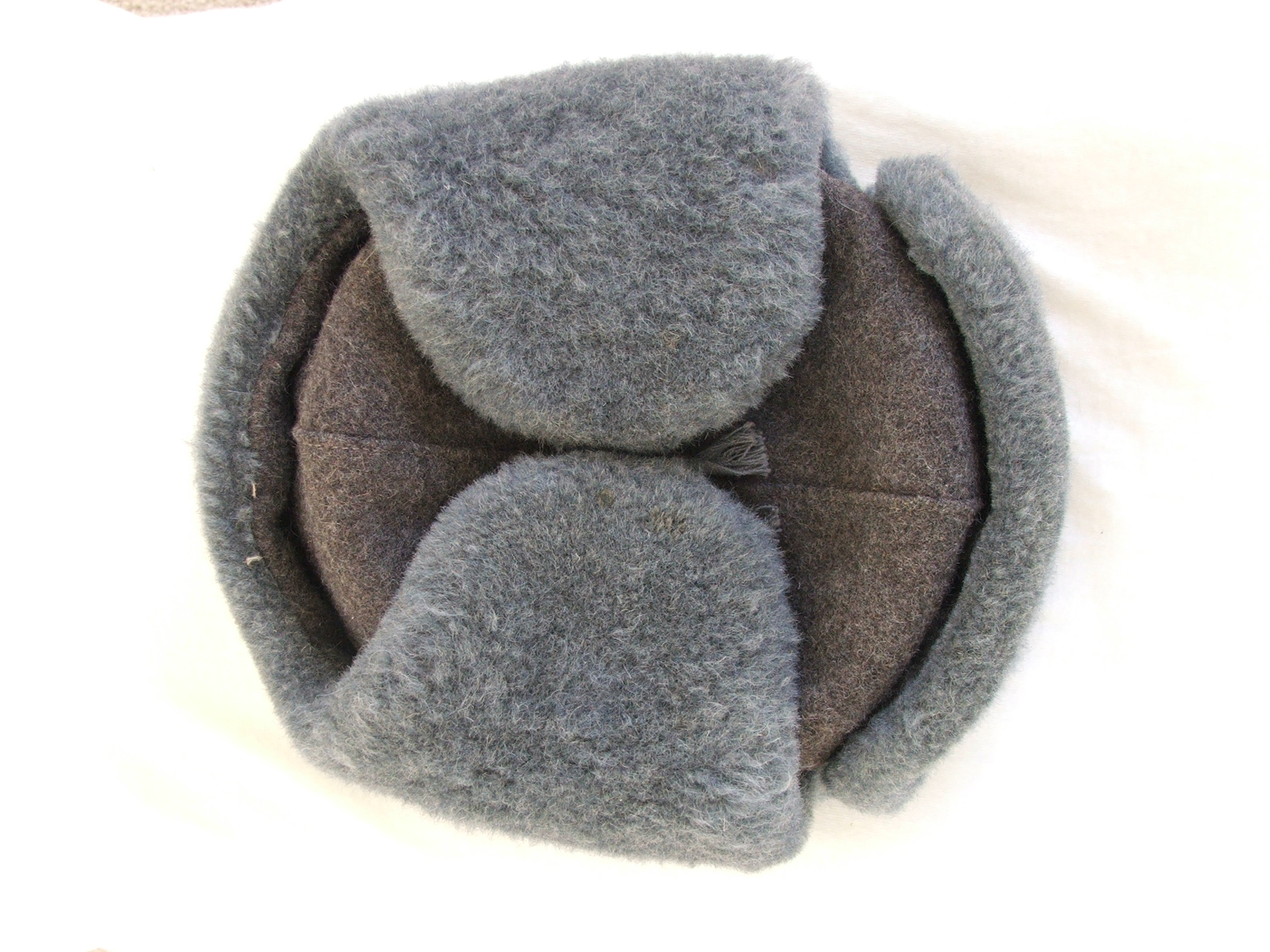
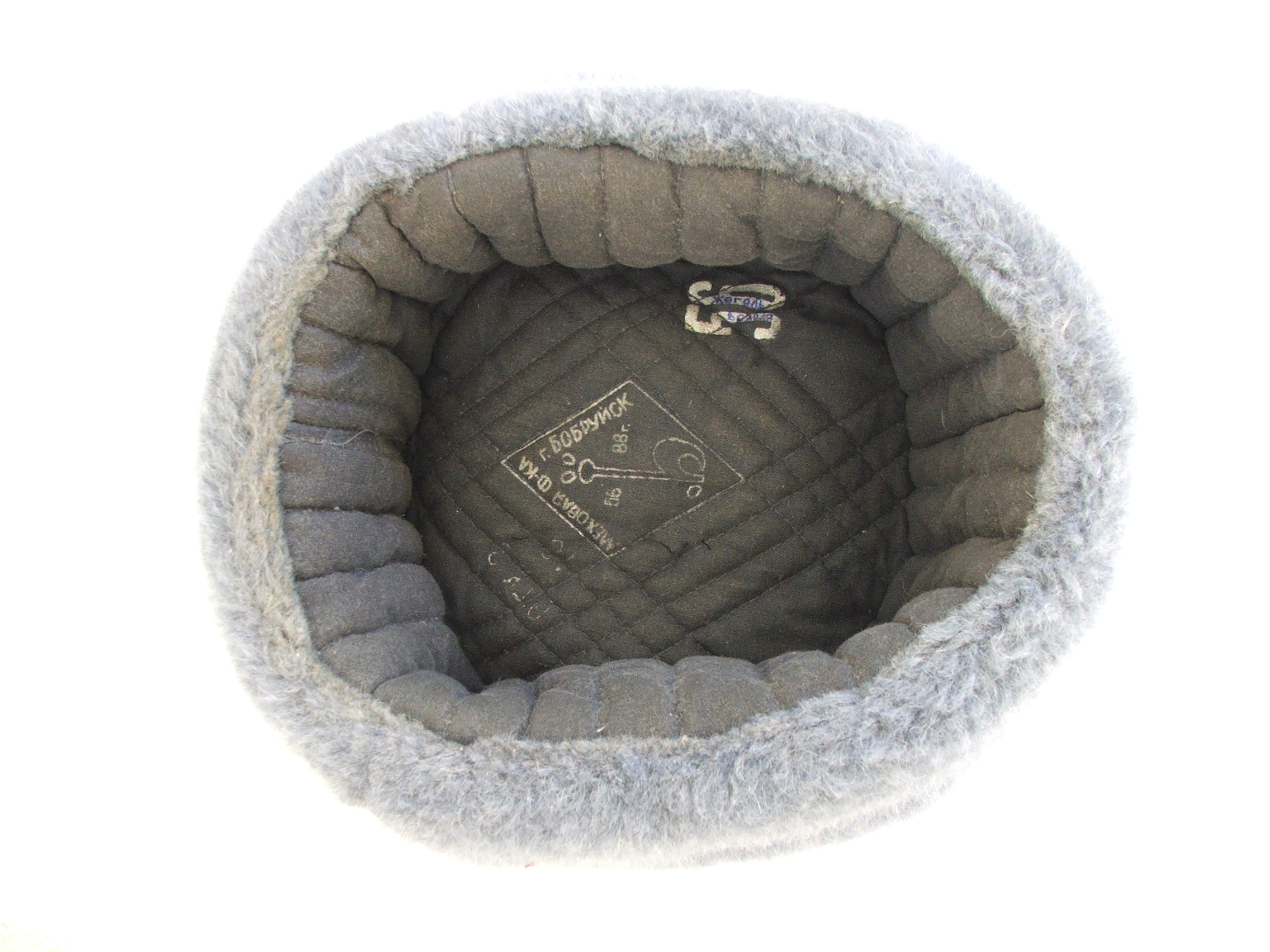
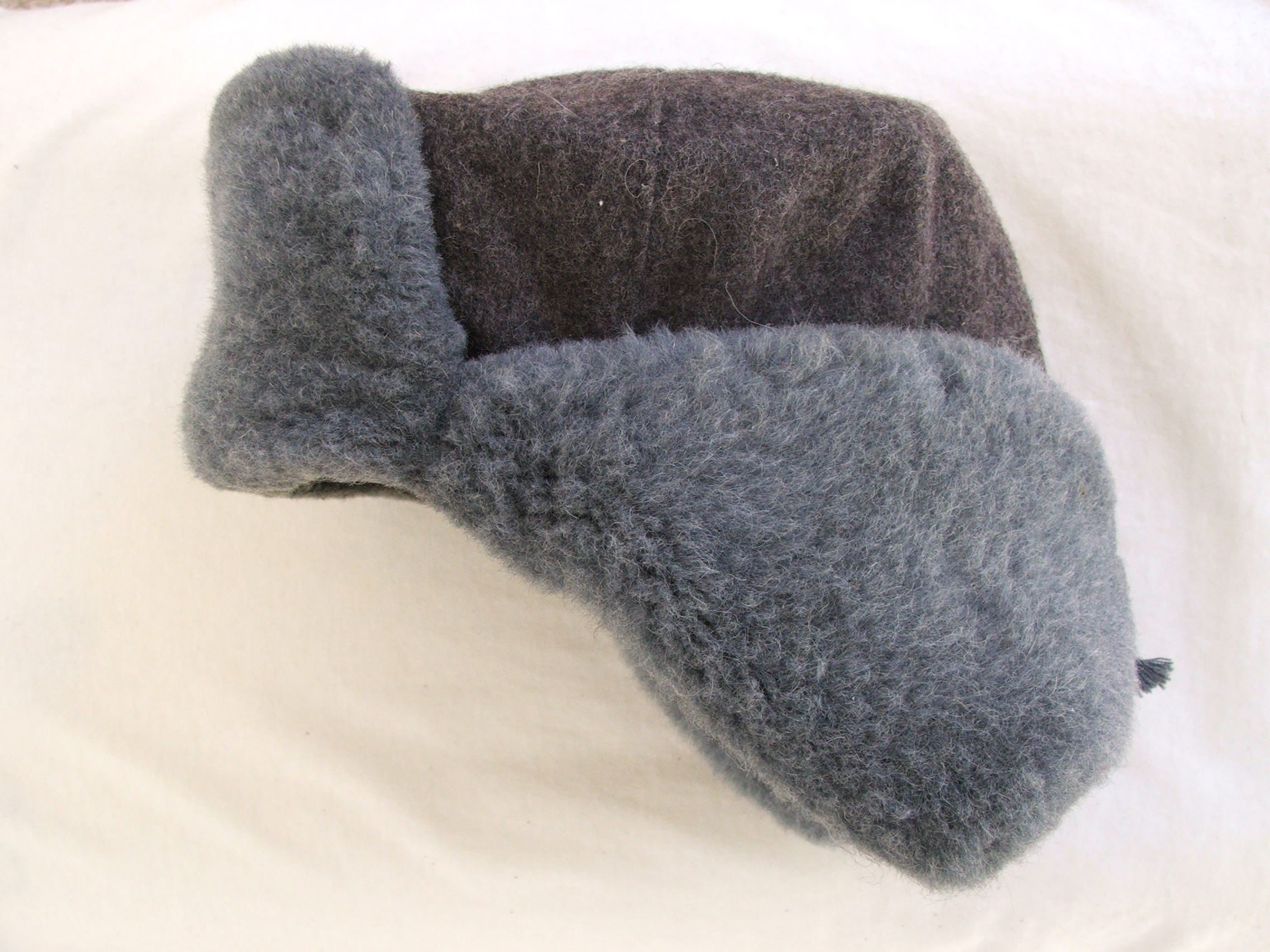
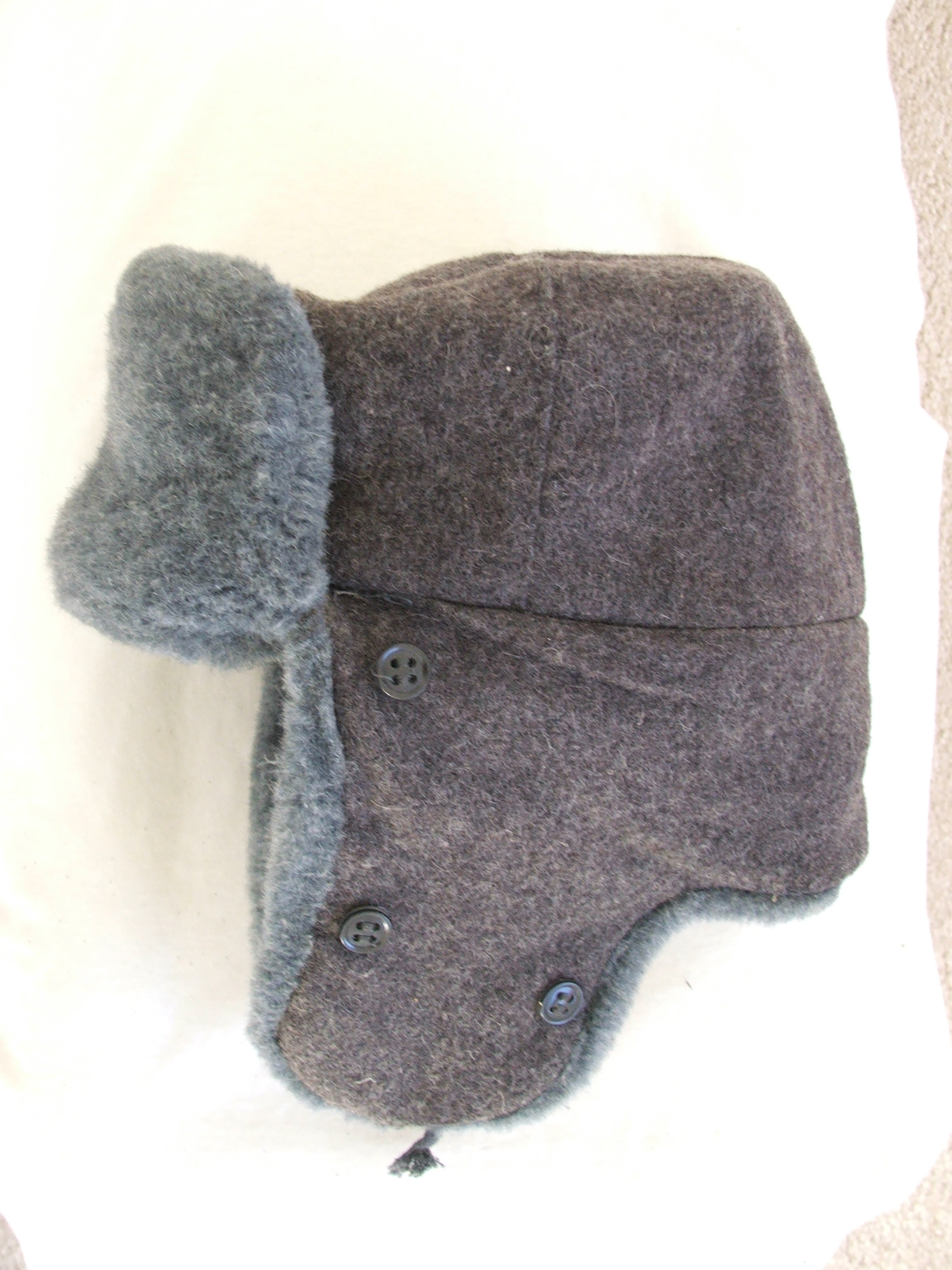
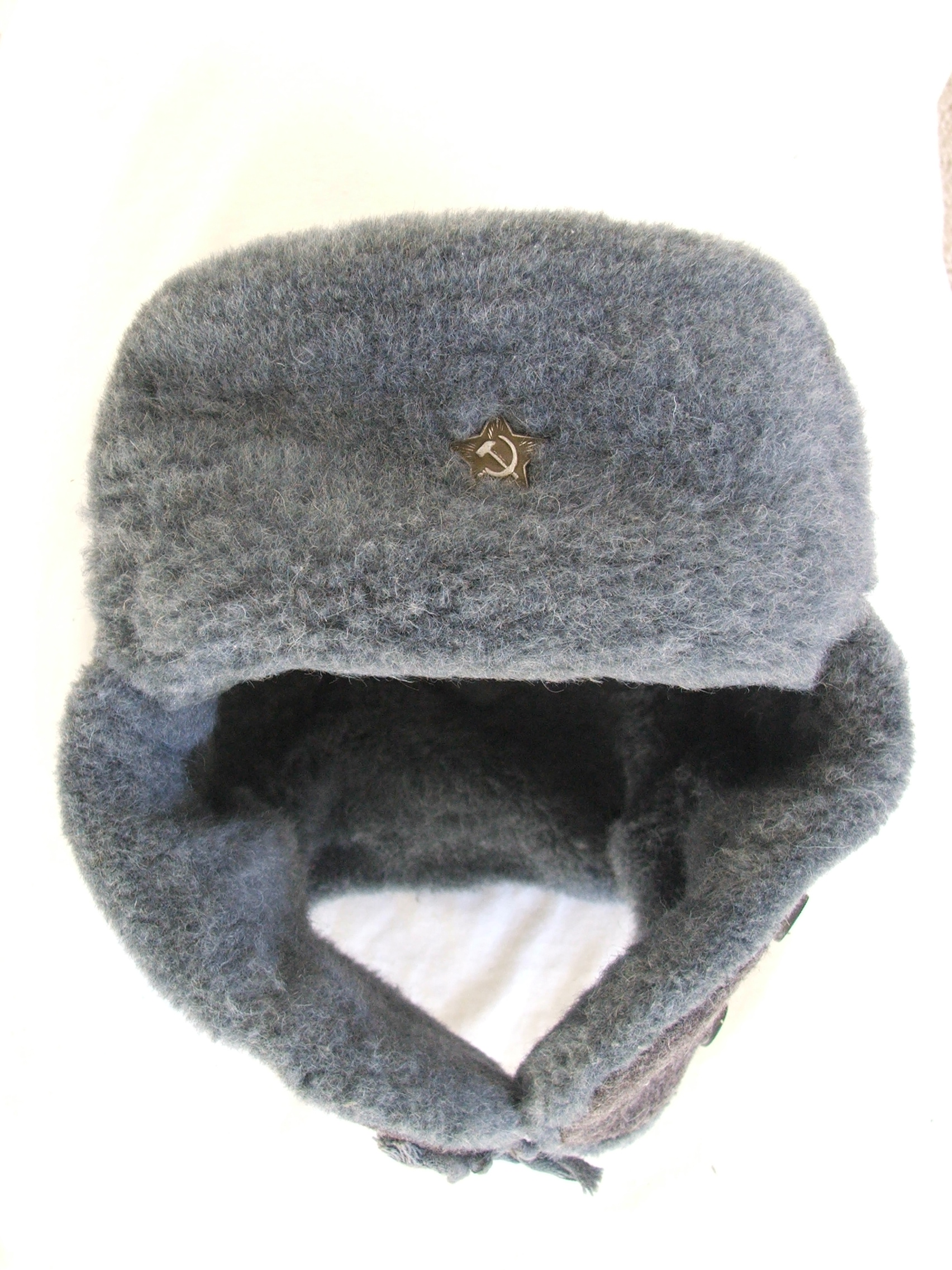